# Loliinae
Loliinae es una subtribu de hierbas de la familia Poaceae. El género tipo es: Lolium L. Tiene los siguientes géneros.

## Géneros
- Amphigenes Janka = Festuca L.
- Anatherum Nábelek = Festuca L.
- Argillochloa W. A. Weber = Festuca L.
- Arthrochortus Lowe = Lolium L.
- Asprella Host = Psilurus Trin.
- Bucetum Parn. = Festuca L.
- Castellia Tineo
- Chloammia Raf. = Vulpia C. C. Gmel.
- Craepalia Schrank = Lolium L.
- Crypturus Trin. = Lolium L.
- Ctenopsis De Not. ~ Vulpia C. C. Gmel.
- Dasiola Raf. = Vulpia C. C. Gmel.
- Dielsiochloa Pilg. = Festuca L.
- Distomomischus Dulac = Vulpia C. C. Gmel.
- Drymochloa Holub =~ Festuca L.
- Drymonaetes Fourr., nom. inval. = Festuca L.
- Dryopoa Vickery
- Festuca L.
- Festucaria Heist. ex Fabr. = Festuca L.
- Festucaria Link = Vulpia C. C. Gmel.
- ×Festulolium Asch. & Graebn. [= Festuca × Lolium]
- Gnomonia Lunell = Festuca L.
- Gramen Krause = Festuca L.
- Helleria E. Fourn. = Festuca L.
- Hellerochloa Rauschert = Festuca L.
- Hesperochloa (Piper) Rydb. = Festuca L.
- Laston Pau = Festuca L.
- Leiopoa Ohwi = Festuca L.
- Leucopoa Griseb. = Festuca L.
- Lojaconoa Gand. = Festuca L.
- Loliolum V. I. Krecz. & Bobrov = Festuca L.
- Lolium L.
- Loretia Duval-Jouve = Vulpia C. C. Gmel.
- Micropyropsis Romero Zarco & Cabezudo
- Micropyrum (Gaudin) Link ~ Festuca L.
- Mygalurus Link = Vulpia C. C. Gmel.
- Nabelekia Roshev. = Festuca L.
- Narduretia Villar = Vulpia C. C. Gmel.
- Narduroides Rouy = Festuca L.
- Nardurus (Bluff et al.) Rchb. = Vulpia C. C. Gmel.
- Prosphysis Dulac = Vulpia C. C. Gmel.
- Pseudobromus K. Schum. =~ Festuca L.
- Psilurus Trin. ~ Festuca L.
- ×Schedolium Holub [= Schedonorus × Lolium] = × Festulolium Asch. & Graebn.
- ×Schedololium Soreng & Terrell [= Schedonorus × Lolium] = × Festulolium Asch. & Graebn.
- Vulpia C. C. Gmel. ~ Festuca L.
- Vulpiella (Batt. & Trab.) Burollet
- Wangenheimia Moench = Festuca L.
- Wasatchia M. E. Jones = Festuca L.
- Zerna Panz. = Vulpia C. C. Gmel.